# История на Южна Корея
На 15 август 1945 г., малко след хвърлените над Хирошима и Нагасаки атомни бомби, Япония капитулира безусловно пред съюзническите сили. В резултат на това, след 35 години колониално владичество, Корея е освободена. Корейците са опиянени от радост, но радостта им е краткотрайна.
Според договора, сключен през юли 1945 г. на Потсдамската конференция, Съветската армия бързо заема северната част от полуострова, а силите на САЩ – южната. Назрява идеологически конфликт. По отношение на въпроса кой трябва да управлява, общественото мнение е разделено.
На 10 май 1948 г. в южната част са проведени общи избори и на 15 август 1948 г. официално е провъзгласена Дехан Мингуг (대한민국) или Република Корея със столица Сеул (서울) и първи президент И Съ-Ман (이승만). Почти по същото време на север е установен комунистически режим начело с Ким Ил-Сонг (김일성), който получава неограничена власт. На 9 септември 1948 г. на север официално е прогласена Чосон Минджуджуъй Инмин Конгхуагук (조선민주주의인민공화국) или Корейска народно-демократична република (КНДР) със столица Пхенян (평양).
На 25 юни 1950 г. КНДР предприема мащабно нападение на юг. След краткотраен успех севернокорейската армия е изтласкана от силите на ООН до река Амнокканг (압록강) на границата с Китай. Тогава се намесва Китайската народна република и армиите на двете враждуващи страни се озовават в близост до 38-ия паралел в патова позиция. Войната завършва с подписването на примирие на 27 юли 1953 г.
През 3-те години на война цялата територия на Корея е опустошена, а икономиката – срината. Милиони хора остават без дом. Хиляди семейства са разделени. Но последствията от войната, в която корейци се бият срещу корейци, не се изчерпват с това. Войната до такава степен задълбочава различията между Севера и Юга, че раните от нея не са зараснали и до днес.
След войната страната е изправена пред множество проблеми. Властта на И Сънг-Ман (이승만) прераства в авторитаризъм и към края на 1950-те години той започва да доминира цялата корейска политика. В знак на протест се провеждат демонстрации и на 19 април 1960 г. в резултат на студентските вълнения президентът И (이) е свален.
Следва поправка в Конституцията през август 1960 г. Юн Бо-Сон (윤보선) става президент на Втората република. Премиер-министър е Чанг Мьон (장면). Втората република не просъществува дълго, тъй като на 16 май 1961 г. група военни начело с генерал Пак Джонг-Хи (박정희) завземат властта. По-късно Пак Джон-Хи (박정희) е избран за президент и под негово ръководство започва бърз икономически възход.
През 1972 г., в съответствие със системата Юшин (유신) (възродителни реформи), Пак (박) отново променя Конституцията и новата поправка поставя началото на Четвъртата република. Системата Юшин (유신) съсредоточава още по-голяма власт в ръцете на президента и на практика му позволява да заема поста си неограничено време.
В резултат на политическите репресии и икономическата несправедливост се заражда недоволство. Пак (박) е убит на 26 октомври 1979 г. Премиерът Чхуе Гю-Ха (최규하) временно заема президентския пост. Той управлява изключително кратко. На 12 декември 1979 г. следва нов военен преврат и на власт идва генерал Чон Ду-Хуан (전두환). На 27 август 1980 г. той е избран за президент.
През май 1980 г. в южния град Куанджу (광주) се надига протест с искания за демокрация, който по-късно става известен като „Движението от Куангджу (광주) за демократизация на страната“. Много от протестиращите срещу авторитаризма на Чон (전) са убити или ранени от изпратените срещу тях армейски части. Бруталността предизвиква яростта на хората. В средата на 1980-те години студенти, работници, опозиционни политици, домакини и обезпокоени граждани се съюзяват срещу Чон (전) в протестно широкомащабно движение. Постоянните им призиви за демокрация и преки президентски избори не могат да бъдат пренебрегнати.
На 29 юни 1987 г. Но Те-У (노태우) – председателят на управляващата Демократична партия на справедливостта, издава Декларация за политически реформи, която за пръв път от 16 години осигурява възможност за преки президентски избори. Но разногласията сред опозиционните лидери разпокъсват вота на опозицията и Но Тхе-У (노태우) е избран за президент на Шестата република.
Предприети са значителен брой мерки за намаляване на авторитаризма на управляващите. Приблизително по това време (17 септември – 2 октомври 1988 г.) в Сеул се провежда XXIV олимпиада. Успешната подготовка и провеждане на най-големите Олимпийски игри дотогава показват, че Южна Корея започва да играе важна роля на международната сцена.
На 25 февруари 1993 г. Гим Йонг-Сам (김영삼) поема властта и след повече от 30 години за първи път управлението на страната се поема от президент, чието минало не е свързано с военните среди.
През декември 1997 г. за президент е избран Ким Де Чун (김대중). Той встъпва в длъжност на 25 февруари 1998 г. Неговото „правителство на народа“ е първото в 50-годишната история на съвременна Корея, което е създадено в резултат на мирното преминаване на властта от управляващата партия към опозицията.
Правителството на Но Му-Хьон (노무현) започна своята дейност на 25 февруари 2003 г., а на И Мьонг-Пак (이명박) – през февруари 2008 г.